# 빌리암 브레데

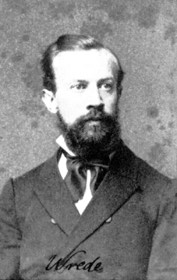
빌리암 브레데

게오르크 프리드리히 에두아르트 빌리암 브레데(독일어: Georg Friedrich Eduard William Wrede, 1859년 5월 10일 ~ 1906년 11월 23일)는 독일의 루터교 신학자이다.